# 3-й соплеменный батальон
3-й соплеменный батальон (фин. Heimopataljoona 3) (12.11.1942, Ахолахти — 03.11.1944, Раахе) — добровольческий батальон Сил обороны Финляндии во время Советско-финской войны (1941—1944). Батальон был сформирован на территории Финляндии из советских военнопленных прибалтийско-финских национальностей.

## Формирование
12 ноября 1942 года верховный главнокомандующий армии Финляндии маршал К. Г. Маннергейм утвердил в Ставке план формирования 3-го соплеменного батальона из советских военнопленных прибалтийско-финских национальностей. Четыре дня спустя началось его исполнение. Согласно приказу, батальон должен был быть полностью укомплектован к 10 декабря 1942 года. В батальон подбирались люди на добровольной основе, внушающие доверие, понимающие финский язык, а также физически и по всем другим показателям отвечающие армейским требованиям, но не служившие в Красной армии на старших офицерских должностях, те кто не были политработниками, бывшими «красными финнами» или членами ВКП(б). В награду за вступление в батальон добровольцам было обещано финское гражданство после окончания войны.
Далеко не все опрошенные финноязычные военнопленные высказывали желание присоединиться к батальону, по финским данным таких было около трети. В общей сложности желание вступить в батальон изъявили около 1500 советских военнопленных и около 1100 были приняты. Принятые должны были подписать обязательство добровольца, которое освобождало его от содержания в лагере военнопленных. Вступление в батальон было, по крайней мере, формально добровольным, то есть не нарушало международных правил. Все они подписывали обязательство добровольца следующего содержания: «Я, (фамилия, имя, отчество), добровольно вступая в финскую армию, обязуюсь честно и добросовестно служить финскому правительству в его борьбе против советской власти и большевизма. За нарушения дисциплины буду привлечен к ответственности».
C ноября 1942-го по февраль 1943 года личный состав вновь созданного батальона занимался строевой, боевой и тактической подготовкой. Батальон проходил подготовку в военном лагере, расположенном в местечке Ахолахти (фин. Aholahti) волости Сяяминки, близ города Савонлинна, до конца апреля 1943 года. В наше время на его месте находится Центр лыжного спорта «Ахолахти». В ходе подготовки в батальоне были организованы два курса унтер-офицеров, а восемь добровольцев, служивших офицерами в Красной армии, получили звания офицеров финской армии. Из числа военнопленных-добровольцев командные должности в батальоне занимали четыре человека: Хямеляйнен, бывший командир Красной армии, командир хозяйственного взвода штабной роты; Федулов, бывший командир Красной армии, командир взвода 2-й роты; Мартынов, бывший лейтенант Балтийского флота, командир взвода 3-й роты, и Пастухов, бывший лейтенант Красной армии, командир 4-го взвода 1-й роты. Надёжность добровольцев проверялась финской военной контрразведкой. Ею было выявлено несколько бывших офицеров РККА, которые намеревались с оружием в руках перейти на советскую сторону или уйти в партизаны в тылу у финнов. Их отправили обратно в лагерь для военнопленных.
В приказе о формировании батальона его численность определялась в 865 человек, но в январе 1943 года в батальоне насчитывалось уже 990 человек, средний возраст которых — 26 лет. Численность батальона к концу периода его формирования составляла 1070 человек, в основном карелов (56,8 %) и ингерманландцев (39,5 %). 
Национальный состав батальона распределялся следующим образом:
1. ингерманландцы — 423 (39,5 %)
2. олонецкие карелы — 380 (35,5 %),
3. тверские карелы — 101 (9,5 %),
4. беломорские карелы — 94 (8,8 %)
5. финны — 30 (2,8 %)
6. вепсы — 24 (2,2%)
7. другие национальности — 18.

К пункту 5 относились: финляндские финны, эмигрировавшие в Советский Союз, служившие в Красной армии, сибирские финны, американские финны и один шведский финн из Хапаранды.

К пункту 7 относились: один эстонец, один саам, по остальным данных нет.
По архивным данным УФСБ РФ по Республике Карелия общая численность батальона составляла 1100—1200 человек. Батальон имел в своем составе три пехотные роты, каждая численностью около 200 человек, пулеметную и минометную роты, штабную роту, взвод связи и специальную запасную роту численностью до 100 человек. По другим данным численность батальона составляла 1115 человек, из которых 837 ранее служили в Красной армии, остальные — руководящий состав — являлись военнослужащими финской армии.

## Участие в боевых действиях
По мнению финского командования, батальон должен был воевать за освобождение «соплеменников», вдохновлять жителей Карелии на борьбу против СССР или хотя бы расположить местное население к финской армии. Добровольцы 3-го соплеменного батальона получали ежемесячное содержание: помощник командира батальона — 1400 финских марок; помощник командира роты и командир взвода — 1000 марок; заместитель командира взвода — 600 марок; рядовой состав — 600 марок.
В период с 30 апреля по 3 мая 1943 года 3-й соплеменной батальон был переодет в форму финской армии (до этого форма была смешанной — английская и финская старого образца), переброшен на поезде из Савонлинны на Карельский перешеек в Метсяпиртти и был подчинён 15-й пехотной дивизии. Первоначально, для приобретения боевого опыта, на передовой находилось по одному взводу от каждой роты батальона. В составе 15-й пехотной дивизии батальон нёс службу на линии фронта на участке Метсяпиртти — Лемболово. К концу августа 1943 года, проводимая советской стороной пропаганда возымела свое действие — четыре бойца перебежали на советскую сторону, пятеро были задержаны по подозрению в побеге.
В течение всего своего существования батальон испытывал недоверие со стороны финского командования, благодаря большому количеству случаев перехода бойцов на сторону Красной армии. Так, в сентябре 1943 года, когда батальон находился на передовой в районе Лемболовского озера, в 1-й стрелковой роте был раскрыт заговор группы солдат, готовивших массовый переход бойцов батальона на советскую сторону. Согласно плану заговорщики должны были уничтожить офицеров батальона, взорвать оборонительные сооружения, захватить оружие и перейти на сторону Красной армии. Заговором руководил бывший майор Красной армии Микко Никконен. Но заговор был раскрыт финской контрразведкой, благодаря предательству одного из участников заговора — помощника командира 2-го взвода 2-й роты Михаила Лебедева. В связи с раскрытием заговора и массовыми арестами 24 сентября 1943 года батальон был переведён в тыл, переукомплектован и использовался на строительстве оборонительных сооружений и заготовке леса.
22 мая 1944 года батальон был подчинен 7-му пехотному полку 2-й дивизии и принял на себя фронтовую ответственность за центральный сектор линии обороны Карельский вал. Он вновь был выдвинут на передний край финской обороны в районе реки Охты, к юго-западу от Лемболовского озера. 1 июня 1944 года, когда батальон входил в состав 2-й пехотной дивизии, был раскрыт ещё один план массового перехода бойцов на советскую сторону. В заговоре, целью которого было уничтожить собственную базу и увести с собой на сторону противника финского офицера, участвовали 40 человек. Задержано было 26 человек, 17 из них отправлены в тюрьму.
В середине июля 1944 года, когда началось крупное наступление РККА — Выборгско-Петрозаводская операция (13-16 июня Сражение за Сийранмяки), 3-й соплеменный батальон был задействован в поддержке 2-й дивизии, отходящей от Охты через Сийранмяки в волость Эуряпяя и к деревне Вуосалми, где понёс ощутимые потери.
В конце июля батальон был переведён в тыл. Согласно отчёту командования 3-й соплеменной батальон успешно справился со своими боевыми задачами, хотя были и проблемы, такие как отсутствие дисциплины. 22 человека из его состава были награждены «Медалью Свободы».
С 4 сентября по 7 октября 1944 года, когда фронт стабилизировался, батальон работал на уборке урожая в Руоколахти. 8 октября 1944 года батальон вновь был подчинен 15-й дивизии и переведён в Оулу, откуда был переброшен в Юлиторнио.
25 октября 1944 года было объявлено о демобилизации батальона и он был переведён через Оулу в Раахе.

### Потери
В 1943 году батальон потерял 50 человек (11 убитыми, 30 раненных, а также несколько человек были возвращены в лагерь военнопленных). В боях под Вуосалми в июле 1944 года батальон потерял 30 человек убитыми, более 200 раненными, 20 пропавших без вести. (По другим данным — 30 человек убитыми, 208 ранеными и 18 пропавшими без вести).
Всего в ходе боёв батальон потерял 367 человек убитыми и ранеными.

## Командиры

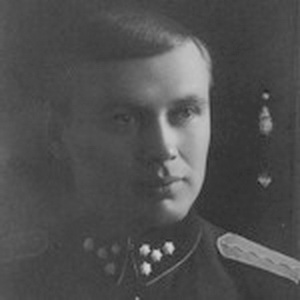
Капитан Эмиль Пекканен

- Капитан Эмиль Пекканен (16.11.1942—29.01.1943)
- Майор Пааво Пьёккимиес (30.01.1943—26.11.1943)
- Подполковник Людвиг Мянтюля[фин.] (27.11.1943—3.11.1944)

### Командиры подразделений[21]
- штабная рота — капитан Руусканен
- 1-я пехотная рота (до 200 чел.) — капитан Лейнонен
- 2-я пехотная рота (до 200 чел.) — капитан Лааксо
- 3-я пехотная рота (до 200 чел.) — лейтенант Росси
- пулемётная рота — лейтенант Паавола
- миномётный взвод — лейтенант Леппямяки
- рота пополнения (до 100 чел.) — лейтенант Касанен[22]

## Выдача в СССР
25 октября 1944 года было объявлено о демобилизации батальона. Окончательно он был расформирован в Раахе 3 ноября 1944 года. По требованию Союзной контрольной комиссии советские граждане, служившие в батальоне, должны были быть возвращены в Советский Союз, но об этом бойцам батальона объявлено не было.
Когда в Раахе бывшие бойцы батальона узнали о своём принудительном отправлении в лагерь для военнопленных Наараярви близ Пиексямяки, то 14 человек сбежали. В поезд посадили 650 человек, однако в лагерь прибыло только 200, остальные сбежали в пути. Это было связано с тем, что поездная бригада намеренно замедлила поезд, а охрана из финских военных отказалась стрелять в бежавших. Позднее, по крайней мере 172 бывшим бойцам 3-го соплеменного батальона, удалось перебраться в Швецию.
Процесс выдачи советской стороне бывших военнослужащих 3-го соплеменного батальона начался летом 1945 года и завершился к концу 1953 года. К этому времени в СССР были возвращены 187 бывших бойцов 3-го соплеменного батальона. Все они предстали перед Военным трибуналом и были приговорены к срокам заключения от 10 до 25 лет.